# ビウレア
ビウレアまたはビ尿素(Biurea)は、分子式C2H6N4O2の化合物である。パン用小麦粉中に含まれるアゾジカーボンアミドから、焼成中に形成される。摂取されても、すぐに体外に排出される。
ビウレアは、尿素とヒドラジンから合成される。アゾジカーボンアミドを化学合成する際の中間体として主に用いられる。